# Du sollt Gott, deinen Herren, lieben
Du sollt Gott, deinen Herren, lieben (Tu aimeras le Seigneur, ton Dieu), (BWV 77), est une cantate religieuse de Johann Sebastian Bach composée à Leipzig en 1723.

## Histoire et livret
Bach écrivit cette cantate durant sa première année à Leipzig à l'occasion du treizième dimanche après la Trinité et la dirigea le 22 août 1723. Pour cette destination liturgique, deux autres cantates ont franchi le seuil de la postérité : les BWV 33 et 164. Les lectures prescrites pour ce dimanche étaient Gal. 3: 15–22, l'enseignement de Paul l'apôtre sur la loi et la promesse et Luc 10: 23–37, la parabole du bon Samaritain. Selon Christoph Wolff, le texte de Johann Oswald Knauer qui a servi pour la cantate est paru à Gotha en 1720 dans les « Gott-geheiligtes Singen und Spielen ». Le texte est étroitement lié aux lectures, en particulier dans la narration de l'histoire du bon samaritain. À la question de savoir ce qu'il faut faire pour accéder à la vie éternelle il est répondu qu'il faut aimer Dieu et son prochain. Ce thème de la charité constitue le texte du premier mouvement. En conséquence le texte qui suit est divisé en deux parties : un récitatif traitant de l'amour de Dieu et symétriquement, une aria sur l'amour de son prochain. Le texte du choral final est perdu. Carl Friedrich Zelter a suggéré que ce pût être la huitième strophe du choral Wenn einer alle Ding verstünd (1657) de David Denicke. Werner Neumann a quant à lui proposé la huitième strophe du O Gottes Sohn, Herr Jesu Christ du même Denicke(1657).

## Structure et instrumentation
La cantate est écrite pour quatre solistes (soprano, alto, ténor, basse) et chœur à quatre voix, tromba da tirarsi (trompette à coulisse), deux hautbois, deux violons, alto et basse continue avec basson.
1. chœur : Du sollt Gott, deinen Herren, lieben
2. récitatif (basse) : So muss es sein!
3. aria (soprano) : Mein Gott, ich liebe dich von Herzen
4. récitatif (ténor) : Gib mir dabei, mein Gott! ein Samariterherz
5. aria (alto) : Ach, es bleibt in meiner Liebe
6. choral : Herr, durch den Glauben wohn in mir[5]

## Musique
Le premier mouvement, le chœur d'ouverture, transmet l'interprétation de Bach du commandement    qui est, selon le parallèle dans Mat. 22 : 34–40, « en conformité avec la Loi et les prophètes »,. Ce parallèle se retrouve dans le message divin : « Tu aimeras Dieu ton seigneur, de tout ton cœur, de toute ton âme, de toute ta force et de tout ton esprit et tu feras de même avec ton prochain ». Bach avait déjà traité le thème du dualisme  de l'« amour de Dieu et l'amour du prochain » dans sa monumentale cantate en quatorze mouvements, Die Himmel erzählen die Ehre Gottes, (BWV 76), au début de son premier cycle. Afin de montrer l'universalité de la loi, Bach introduit le choral de Luther Dies sind die heilgen zehn Gebot (Tels sont les dix commandements) en référence aux commandements de l'Ancien Testament pour servir de fondation à la structure du mouvement,. L'air est joué en strict forme canonique, la loi musicale la plus rigide, comme un symbole supplémentaire. Le canon est joué par la trompette dans la gamme la plus élevée, le continuo représentant la gamme basse. Le tempo de la trompette est deux fois plus rapide que le tempo du continuo ce qui permet à la trompette de répéter les premières lignes et finalement toute la mélodie du choral. La trompette entre dix fois pour symboliser une fois encore la complétude de la loi. Les voix, représentant la loi de l'Ancien Testament, s'engagent dans une imitation d'un thème dérivé de l'air du choral et joué d'abord par les instruments. John Eliot Gardiner, qui présente une analyse approfondie de ce mouvement, conclut : « Le résultat final est un puissant mélange d'harmonies modales et diatoniques, de ceux qui laissent une impression inoubliable à l'oreille de l'esprit, et dans le contexte nous propulse en avant dans le monde du Requiem allemand de Brahms et, par-delà, dans celui du Quatuor pour la fin du temps de Messian ».
Un court récitatif secco mène à une aria accompagnée des deux hautbois obligés qui jouent fréquemment en tendres tierces parallèles. Le deuxième récitatif est une prière qu'intensifie le jeu des cordes
Dans la dernière aria pour alto qui prend la forme d'une sarabande, Bach transmet l' « Unvollkommenheit » (imperfection) de la tentative des hommes à vivre selon la loi de l'amour, en choisissant une trompette obligée et en composant des « intervalles maladroits » et des « notes sauvagement instables » qui ne pouvaient que sonner imparfaitement sur les instruments à vent sans clapet de l'époque. Cependant, il écrivit dans la section centrale un long solo de trompette d'une « ineffable beauté », comme un « aperçu glorieux du royaume de Dieu » selon John Eliot Gardiner.
Le choral final est une disposition pour quatre voix sur l'air du choral Ach Gott, vom Himmel sieh darein de Martin Luther (1524).

## Source
- (en) Cet article est partiellement ou en totalité issu de l’article de Wikipédia en anglais intitulé « Du sollt Gott, deinen Herren, lieben, BWV 77 » (voir la liste des auteurs).